# Bolesław Szarecki
Bolesław Szarecki, poljski general, * 17. marec 1874, Minsk, Ruski imperij, † 23. februar 1960, Varšava, Poljska.